# Black Narcissus (Fernsehserie)
Black Narcissus  ist eine britische Miniserie, die lose auf dem Roman Schwarzer Narziß von Rumer Godden basiert. Die Premiere der Miniserie fand am 23. November 2020 auf dem US-Kabelsender FX statt. Im deutschsprachigen Raum erfolgte die Erstveröffentlichung der Miniserie am 5. März 2021 durch Disney+ via Star als Original.

## Handlung
Im Jahr 1914 begeht die Prinzessin Srimati im Himalaya Selbstmord, indem sie vom Glockenturm des abgelegenen Palastes von Mopu springt. 1934 führt Schwester Clodagh mehrere handverlesene britische Nonnen ihres Ordens aus der Stadt Darjeeling zum Palast von Mopu, um dort eine Mission zu errichten und den verfallenen Ort wieder mit Leben zu erfüllen. Doch die Abgeschiedenheit und Einsamkeit lässt in den dunklen Gemäuern unterdrückte Gefühle zum Vorschein kommen, die in einer fatalen Konfrontation münden.

## Produktion
Im Oktober 2019 begannen die Dreharbeiten zur dreiteiligen Miniserie, die lose auf dem Roman Schwarzer Narziß von Rumer Godden aus dem Jahr 1939 sowie auf dessen Verfilmung Die schwarze Narzisse von Michael Powell und Emeric Pressburger aus dem Jahr 1947 basiert, in der Deborah Kerr die Rolle der Schwester Clodagh spielte. Die Miniserie ist eine Koproduktion zwischen der BBC und FX. Alessandro Nivola und Gemma Arterton spielen die Hauptrollen in der Serie. Die Drehbücher stammen von Amanda Coe, während Charlotte Bruus Christensen bei allen drei Folgen die Regie innehatte. Die Dreharbeiten fanden in Jomsom (Nepal) und in den Pinewood Studios (South Bucks) statt. Die Premiere erfolgte am 23. November 2020  auf FX.

## Besetzung und Synchronisation
Die deutsche Synchronisation entstand nach den Dialogbüchern sowie der Dialogregie von Klaus Terhoeven durch die Synchronfirma SDI Media Germany GmbH in München.
| Rolle              | Schauspieler      | Synchronsprecher        |
| ------------------ | ----------------- | ----------------------- |
| Schwester Clodagh  | Gemma Arterton    | Laura Maire             |
| Mr. Dean           | Alessandro Nivola | Martin Halm             |
| Schwester Ruth     | Aisling Franciosi | Maresa Sedlmeir         |
| Mutter Dorothea    | Diana Rigg        | Angelika Bender         |
| Pater Roberts      | Jim Broadbent     | Hans-Rainer Müller      |
| Schwester Adela    | Gina McKee        |                         |
| Schwester Briony   | Rosie Cavaliero   | Susanne von Medvey      |
| Schwester Blanche  | Patsy Ferran      | Ilena Gwisdalla         |
| Schwester Philippa | Karen Bryson      | Dana Geissler           |
| Angu Ayah          | Nila Aalia        | Ulla Wagener            |
| Con                | Charlie Maher     |                         |
| Kanchi             | Dipika Kunwar     | Zina Laus               |
| Dilip Rai          | Chaneil Kular     | Tobias John von Freyend |
| Prinzessin Srimati | Gianni Gonsalves  |                         |
| Joseph Anthony     | Soumil Malla      | Benedikt Kienle         |
| General Toda Rai   | Kulvinder Ghir    | Walter von Hauff        |

## Episodenliste
| Nr. | Deutscher Titel | Originaltitel | Erstausstrahlung (USA) | Deutschsprachige Erstveröffentlichung (D/A/CH) | Regie                       | Drehbuch   |
| --- | --------------- | ------------- | ---------------------- | ---------------------------------------------- | --------------------------- | ---------- |
| 1   | Episode One     | Episode One   | 23. Nov. 2020          | 5. März 2021                                   | Charlotte Bruus Christensen | Amanda Coe |
| 2   | Episode Two     | Episode Two   | 23. Nov. 2020          | 5. März 2021                                   | Charlotte Bruus Christensen | Amanda Coe |
| 3   | Episode Three   | Episode Three | 23. Nov. 2020          | 5. März 2021                                   | Charlotte Bruus Christensen | Amanda Coe |